# Świadkowie Jehowy w Meksyku
Świadkowie Jehowy w Meksyku – społeczność wyznaniowa w Meksyku, należąca do ogólnoświatowej wspólnoty Świadków Jehowy, licząca w 2023 roku 864 738 głosicieli, należących do 12 706 zborów. Na dorocznej uroczystości Wieczerzy Pańskiej w 2023 roku zgromadziły się 2 184 372 osoby (ok. 1,9% mieszkańców kraju).
Działalność miejscowych oraz głosicieli w Belize, w Gwatemali, w Hondurasie, w Kostaryce, w Nikaragui, w Panamie i w Salwadorze – w sumie ponad miliona głosicieli – koordynuje Biuro Oddziału Ameryka Centralna w El Tejocote na przedmieściach miasta Meksyk. Jest to jedna z 27 wspólnot Świadków Jehowy na świecie, których liczebność przekracza 100 000 głosicieli. W Meksyku Świadkowie Jehowy korzystają z 12 Sal Zgromadzeń.

## Historia

### Początki
W roku 1893 F. de P. Stephenson wysłał z Meksyku list do biura Towarzystwa Strażnica w Allegheny, zamawiając prenumeratę czasopisma Strażnica Syjońska oraz dostępne wówczas pierwsze trzy tomy „Wykładów Pisma Świętego”. Otrzymane tomy zamierzał wysłać swoim znajomym. Zaproponował również, że podejmie się tłumaczenia „Wykładów Pisma Świętego” na język hiszpański.
Po roku 1911, gdy po ustąpieniu z urzędu prezydenta Porfirio Díaza sytuacja w Meksyku się ustabilizowała, Badacze Pisma Świętego ze Stanów Zjednoczonych zaczęli urządzać wyprawy do północnego Meksyku w celu prowadzenia działalności kaznodziejskiej. Dzięki temu kilka osób przyjęło ich wierzenia oraz zaczęło się nimi dzielić z innymi.
W 1917 roku Abel Ortega zapoznał się z wierzeniami Badaczy Pisma Świętego w San Antonio w Stanach Zjednoczonych. Powrócił do swego kraju i zamieszkał w miejscowości Santa Julia na peryferiach stolicy. Rozpoczął tam urządzanie zebrań na wolnym powietrzu, w których po dwóch latach uczestniczyło około 30 osób. Wtedy też wyszukano w centrum stolicy salę na zebrania. W roku 1919 w Meksyku zorganizowano pierwsze czterodniowe zgromadzenie. Wkrótce jednak doszło do podziału i Abel Ortega, a wraz z nim inni, przyłączyli się do ruchu A. Freytaga. W rezultacie w gronie Badaczy Pisma Świętego pozostała niewielka grupa osób.

### Nadzór na działalnością

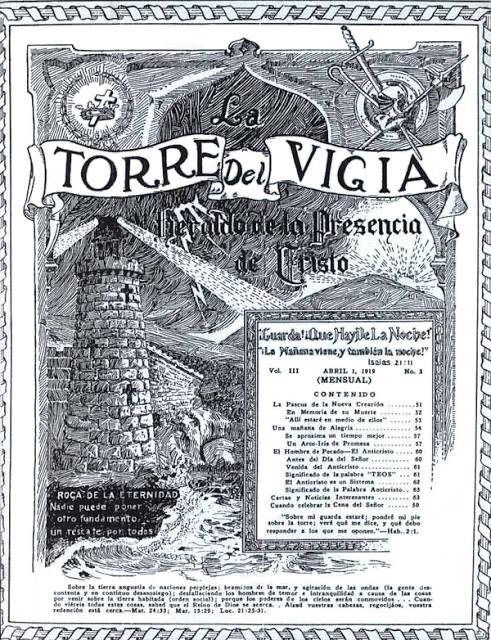
„Strażnica” [La Torre del Vigía]
w j. hiszpańskim wydanie amerykańskie
(1 kwietnia 1919, rok III)

W roku 1917 Joseph F. Rutherford skierował do Los Angeles ochrzczonego w roku 1914 Kolumbijczyka Roberta Montero. Przez pewien czas pracował on w bruklińskim Domu Betel, gdy prezesem był Charles Taze Russell. Jego zadaniem było nadzorowanie działalności hiszpańskojęzycznej grupy w tym mieście oraz utworzenie hiszpańskiego biura Towarzystwa Strażnica. W biurze tym Montero rozpoczął tłumaczenie na język hiszpański czasopisma „La Torre del Vigía” (dzisiejszej „La Atalaya” [„Strażnicy”]) oraz innych publikacji Towarzystwa Strażnica. Publikacje te zaczął rozsyłać do osób mówiących po hiszpańsku. W ten sposób do Meksyku co miesiąc lub dwa zaczęło docierać czasopismo „La Torre del Vigía”, książki autorstwa C.T. Russella oraz scenariusz „Fotodramy stworzenia”.
Ponieważ do biura w Los Angeles napływały z Meksyku listy z prośbami o literaturę, pod koniec roku 1920 Robert Montero odbył podróż do tego kraju. W stolicy spotkał się z grupą liczącą 13 osób, a także odwiedził grupy w Monterrey, Guadalajarze, Puebli i Veracruz. Do roku 1925 w Meksyku utworzono pierwsze zbory, których liczba w ciągu kilku lat wzrosła do 9. Jednak w roku 1929 tylko 4 pozostały związane z Towarzystwem Strażnica. W roku 1929 Joseph F. Rutherford postanowił otworzyć w stolicy Biuro Oddziału. Jego nadzorcą został David Osorio Morales. Sprawniejsza organizacja przyczyniła się do rozwoju działalności kaznodziejskiej w Meksyku. W ciągu roku w stolicy działały 3 zbory, a w całym kraju 19 kolejnych.
23 maja 1930 roku meksykańskie Biuro Oddziału złożyło w Kancelarii Rządu wniosek o zarejestrowanie Międzynarodowego Stowarzyszenia Badaczy Pisma Świętego, w którym położono nacisk na wychowawczo-oświatowy charakter religijnej działalności związku wyznaniowego oraz wyrażono sprzeciw wobec wtrącania się Kościołów w sprawy państwa. 2 czerwca 1930 Kancelaria Rządu przysłała aprobatę działalności MSBPŚw. 14 grudnia 1932 roku wystąpiono o zmianę nazwy na Sociedad de la Torre del Vigía (Towarzystwo Strażnica). We wniosku złożono również oświadczenie o zachowywaniu neutralności w sprawach politycznych. Wniosek ten został zaaprobowany 22 grudnia 1932 roku, a działalność kaznodziejska mogła objąć cały kraj.
Od 26 do 28 listopada 1932 roku w stolicy kraju zorganizowano ogólnokrajowe zgromadzenie z udziałem 150 obecnych, w którym uczestniczył Joseph F. Rutherford oraz Eduardo Keller z Biura Głównego. J.F. Rutherford wygłosił dwa przemówienia na zgromadzeniu oraz pięć transmitowanych przez radio i które po raz pierwszy odebrano w całym kraju. Rutherford objęcie nadzoru nad Biurem Oddziału powierzył Robertowi Montero. Do czasu jego przybycia nadzór tymczasowo sprawował Eduardo Keller, który pozostał na miejscu. Robert Montero został w kwietniu 1933 roku nadzorcą Biura Oddziału w Meksyku i usługiwał w tym charakterze do roku 1943. Problemy z niechrześcijańskim postępowaniem poprzedniego nadzorcy spowodowały spadek liczby głosicieli z 253 w roku 1932 do 48 w lutym roku 1933. Pierwszą siedzibą oddziału La Torre del Vigía stał się piętrowy dom przy ulicy Melchor Ocampo 71, w którym zamieszkała rodzina Montero. Został on później zakupiony przez Towarzystwo Strażnica. Z czasem rodzina Betel stawała się coraz liczniejsza. Każdego roku w stolicy organizowano zgromadzenia ogólnokrajowe. Początkowo przyjezdnych kwaterowano w Biurze Oddziału, a w latach 40. noclegi przygotowywano również w domach współwyznawców. W roku 1933 zgromadzenia odbyły się w stolicy i w Veracruz. W roku 1941 w Teatrze Narodowym w stolicy zorganizowano zgromadzenie ogólnokrajowe, na które przybyło około 1000 osób. W roku 1943 zgromadzenie pod hasłem „Wolny naród” odbyło się w 12 meksykańskich miastach.
W roku 1946 w Meksyku działały 223 zastępy, do których należało 3742 głosicieli. By nadążyć za rozwojem działalności Świadków Jehowy, w roku 1946 oddano do użytku nowe pomieszczenia Biura Oddziału oraz Domu Betel. Przylegały one do budynku, w którym już działało biuro.

### Rozwój działalności
W pierwszej połowie lat 20. XX wieku, po ukończeniu studiów medycznych w Europie, do stanu Chiapas powrócił Del Pino, który podczas pobytu za granicą poznał wierzenia Badaczy Pisma Świętego i otrzymywał literaturę biblijną. Na swojej hacjendzie przygotował salę, w której swoim pracownikom oraz zaproszonym miejscowym kaznodziejom protestanckim przedstawiał zagadnienia doktrynalne na podstawie Biblii. Choć nie wiadomo, czy doktor Del Pino kiedykolwiek związał się aktywnie ze Świadkami Jehowy, to jednak dzięki prowadzonej przez niego działalności wierzenia te przyjął José Maldonado. W roku 1927 rozpoczął on działalność kaznodziejską w Tuxtla Gutiérrez. W tym czasie w Tapachula w pobliżu granicy z Gwatemalą głosiła Josefina Rodrígez. Wkrótce dołączył do nich kolporter o nazwisku Carreón, który wygłaszał wykłady i rozpowszechniał literaturę biblijną, łącząc to ze sprzedażą różnych towarów. Gdy w roku 1931 na zgromadzeniu w stolicy pouczono kolporterów, by w trakcie działalności kaznodziejskiej nie zajmowali się handlem towarami, Carreón poczuł się urażony i opuścił zbór. Później związał się z Isaaciem Pérezem i razem założyli grupę Estudiantes Nacionales de la Biblia (Narodowi Badacze Pisma Świętego). Zaś José Maldonado w latach 1931–1941 głosił na terenie stanów Chiapas i Guerrero. Od końca roku 1933 Maldonado w swojej działalności kaznodziejskiej posługiwał się gramofonem, korzystając z nagranych przemówień biblijnych, które przedstawiał w miejscach publicznych.
W tym samym czasie różne osoby niezależnie od siebie zaczęły prowadzić działalność ewangelizacyjną na północy. Należał do nich Manuel Amaya Veliz (zm. 1974), który z wierzeniami Badaczy Pisma Świętego zapoznał się w Stanach Zjednoczonych w roku 1922, a w roku 1928 podjął działalność kaznodziejską. Wraz z żoną udał się do Ciudad Camargo w stanie Chihuahua, skąd korzystając z Forda T rocznik 1926 prowadził kampanie kaznodziejskie po stanach Chihuahua i Durango. W stolicy natomiast działalność podjął Grek z pochodzenia, Hércules Dakos, który wcześniej przez półtora roku dzielił się swoimi wierzeniami z krewnymi w Grecji. Po powrocie do stolicy Meksyku głosił w budynkach rządowych. W rezultacie jego działalności sekretarz prezydenta poprosił o dostarczenie kilku publikacji biblijnych. W stanie Zacatecas głosicielem został Pedro De Anda, który w swojej działalności posługiwał się gramofonem. Z czasem dotarł na tereny stanów Durango, Puebla, Veracruz i Chiapas. W stanie Tamaulipas rozpoczął działalność Mario Mar. W latach 30. grupy Świadków Jehowy powstały również w stanach Kalifornia Dolna, Sonora i Sinaloa.
W latach 1938–1943 w działalności kaznodziejskiej korzystano również z samochodów wyposażonych w megafony. W Meksyku wykorzystywano siedem aut, w których zainstalowano gramofon, a na ich dachu sporych rozmiarów głośniki. Nadawano z nich wykłady biblijne J.F. Rutherforda, które na język hiszpański przetłumaczył Eduardo Keller. Jednym pojazdem zazwyczaj podróżowało pięć osób. Po przybyciu do miejscowości najpierw w dogodnym miejscu odtwarzano wykład biblijny, a później dwie pary głosicieli głosiły po dwóch stronach ulicy, kierowca zaś pozostawał przy samochodzie, odpowiadając na pytania zaciekawionych ludzi. Przed wykładami czasem puszczano też utwory muzyczne. Biuro Oddziału przygotowało również około 300 gramofonów, którymi posługiwano się w służbie od domu do domu. W roku 1940 wprowadzono wizyty sług rejonowych i sług strefy (późniejsze obwody). Ich zadaniem było docieranie do grup Świadków Jehowy rozsianych po całym Meksyku. Wkrótce wprowadzono też szkolenie, przygotowujące do tej pracy.

### Od przyjazdu pierwszych misjonarzy
W lutym 1943 roku Meksyk po raz pierwszy odwiedził Nathan H. Knorr. Na spotkaniu z głosicielami z całego kraju postawił on nacisk na walkę z dziedziczonym po przodkach Meksykanów analfabetyzmem. Zadbał też o pełniejsze wyposażenie Biura Oddziału oraz lepiej zorganizował jego pracę. W tym czasie działalność kaznodziejską prowadziło 1565 głosicieli. Nadzorcą Biura Oddziału w latach 1943–1947 był Juan Bourgeois. Postanowiono też wysłać do Meksyku 30 absolwentów pierwszej klasy Biblijnego Kolegium Strażnicy – Gilead (późniejsza Biblijna Szkoły Strażnicy – Gilead). W wyniku przeszkód stawianych przy uzyskaniu wiz jako pierwsi przybyli do Meksyku małżonkowie Blanche i Fred Andersonowie dopiero w marcu 1945 roku, a w kwietniu tego samego roku siedmioro dalszych absolwentów pierwszej klasy Szkoły Gilead. Fred Anderson (zm. 1973) był nadzorcą obwodu, a towarzyszyła mu żona (zm. 1987). Później oboje do śmierci usługiwali w meksykańskim Biurze Oddziału. W kwestiach prawnych Świadków Jehowy reprezentował pochodzący z Meksyku misjonarz Samuel García, usługujący w Biurze Oddziału. Do roku 1994 do Meksyku przybyło łącznie 56 misjonarzy, absolwentów Biblijnej Szkoły Strażnicy – Gilead pochodzących z różnych krajów świata.
W 1946 roku wprowadzono kursy nauki czytania i pisania. Od roku 1947 zaczęto organizować w Meksyku zgromadzenia obwodowe. W kraju działało wówczas 4125 głosicieli. W tym samym roku przybyli kolejni misjonarze, a w kraju działało w sumie 22 absolwentów Szkoły Gilead. W roku 1951 wprowadzono podział meksykańskiego oddziału na okręgi, a pierwszym nadzorcą okręgu został Adulfo Modeno Salinas. W roku 1964 otrzymał zaproszenie do Szkoły Gilead, po czym dalej usługiwał w charakterze nadzorcy okręgu. Wspierał nadzorców okręgu oraz usługiwał w trakcie zgromadzeń obwodowych. W roku 1951 zorganizowano 18 zgromadzeń obwodowych. Pod koniec lat 40. w różnych miejscach kraju zaczęto organizować zgromadzenia okręgowe (dzisiejsze zgromadzenia regionalne).

### „La Torre del Vigía de México”
W związku z rozwojem działalności Świadków Jehowy w Meksyku zaczęły się pojawiać problemy prawne. Wysuwano zastrzeżenia wobec działalności ewangelizacyjnej prowadzonej od drzwi do drzwi oraz organizowanych coraz większych zgromadzeń. Wynikało to ze względów prawnych, gdyż meksykańskie prawo wymagało, by „każdy publiczny akt kultu odbywał się wewnątrz świątyni”. Prawo wymuszało również, by wszelkie budynki używane w celach religijnych przechodziły na własność państwa, stąd utrudnione było nabywanie gruntów pod budowę obiektów religijnych. Z tego względu postanowiono przeprowadzić reorganizację i położyć nacisk na wychowawczo-oświatowy charakter działalności Świadków Jehowy.
Dlatego 10 czerwca 1943 roku wystąpiono z wnioskiem do Kancelarii Spraw Zagranicznych o zarejestrowanie Stowarzyszenia kulturalno-oświatowego La Torre del Vigía de México jako stowarzyszenia świeckiego. 15 czerwca 1943 roku wniosek rozpatrzono pozytywnie. W związku z tymi zmianami zaprzestano śpiewania pieśni na zebraniach oraz nie modlono się publicznie. Sale zebrań nazywano „Salami Studiów Kulturalno-Oświatowych”, a zbory w dalszym ciągu nazywano zastępami w przeciwieństwie do innych krajów, w których działali Świadkowie Jehowy (nazwą „zastępy” w Meksyku posługiwano się do 1989 roku). Unikano w ten sposób podobieństw do nabożeństw religijnych, kładąc nacisk na działalność wychowawczą prowadzoną przez Świadków Jehowy. W trakcie działalności od drzwi do drzwi starano się nie korzystać bezpośrednio z Biblii, lecz wykorzystywano opracowane tematy biblijne z książki „Upewniajcie się o wszystkich rzeczach”. Mimo tych zmian podstawowa działalność Świadków Jehowy nie uległa zmianie – dalej głosili o Królestwie Bożym.
W dniach od 13 do 15 kwietnia 1945 roku w stolicy zorganizowano zgromadzenie, w którym uczestniczyli Nathan H. Knorr oraz Frederick W. Franz. Ponad 200 uczestników kongresu przyjechało pociągiem z Monterrey. Po drodze informowali oni zaciekawionych widzów o celu ich podróży oraz przedstawiali im orędzie biblijne. Pierwszego dnia w kongresie uczestniczyło 1107 osób, spośród których 717 wyruszyło do służby, by zapowiedzieć wykład „Jeden świat, jeden rząd” w Arena México. Chociaż przeciwnicy religijni podjęli próbę przerwania zgromadzenia, to Nathan H. Knorr przedstawił zapowiedziany wykład w całości. W 1958 roku 503 delegatów z Meksyku uczestniczyło w kongresie międzynarodowym zorganizowanym pod hasłem „Wola Boża” w Nowym Jorku. W roku 1966 w stolicy kraju zorganizowano zgromadzenie międzynarodowe pod hasłem „Synowie Boży – synami wolności”, w którym wzięli udział delegaci z kilkunastu krajów. Do tego czasu było to największe zgromadzenie Świadków Jehowy w Meksyku. Program przedstawiono w języku hiszpańskim oraz częściowo w angielskim. W kongresie uczestniczyło ogółem 36 556 osób, a 1982 zostały ochrzczone.
W roku 1952 postawiono mocny nacisk na czystość moralną członków zastępów (zborów). Zgodnie z zakorzenioną przez wieki tradycją, w społeczeństwie meksykańskim utarł się zwyczaj, że mężczyzna „wykradał” kobietę i żył z nią bez ślubu. W społeczeństwie meksykańskim niejednokrotnie zdarzały się wypadki, że mężczyzna porzucał tę kobietę i żył z inną. Już od roku 1924 w czasopiśmie „Strażnica” zwracano uwagę, że popularny zwyczaj życia bez ślubu jest niestosowny, choć był tolerowany w różnych religiach obecnych w Meksyku. Dlatego w roku 1952 wystosowano konkretne wskazówki zalecające członkom zastępów prawne uregulowanie pożycia małżeńskiego. W okresie tym w niektórych zastępach ślub brało 20 par jednocześnie. Do końca roku 1953 osoby, które nie chciały uregulować swojego życia zgodnie z miernikami biblijnymi, albo same odeszły, albo zostały z zastępów wykluczone.
W połowie lat 50. działalność oświatowo-wychowawcza stowarzyszenia „La Torre del Vigía de México” została wzbogacona filmami Towarzystwa Strażnica nagranymi na taśmie 16-milimetrowej. Wykorzystywano filmy: „Społeczeństwo Nowego Świata w działaniu”, „Szczęśliwe społeczeństwo Nowego Świata”, „Międzynarodowe zgromadzenie Świadków Jehowy pod hasłem ,Wola Boża’”, „Ogłaszanie na całym świecie ,wiecznotrwałej dobrej nowiny’” i „Bóg nie może kłamać”. Pierwszy film przedstawiał działalność Świadków Jehowy, kolejne trzy relacjonowały kongresy, a ostatni przedstawiał wydarzenia biblijne i ich znaczenie. Najczęściej były one wyświetlane w wynajmowanych salach lub na dziedzińcach dużych domów. Dzięki temu oglądały je grupy liczące od 500 do 800 widzów, a niekiedy nawet 2000. Filmy wyświetlał nadzorca okręgu Adulfo Salinas.

### Lata 60. i 70.

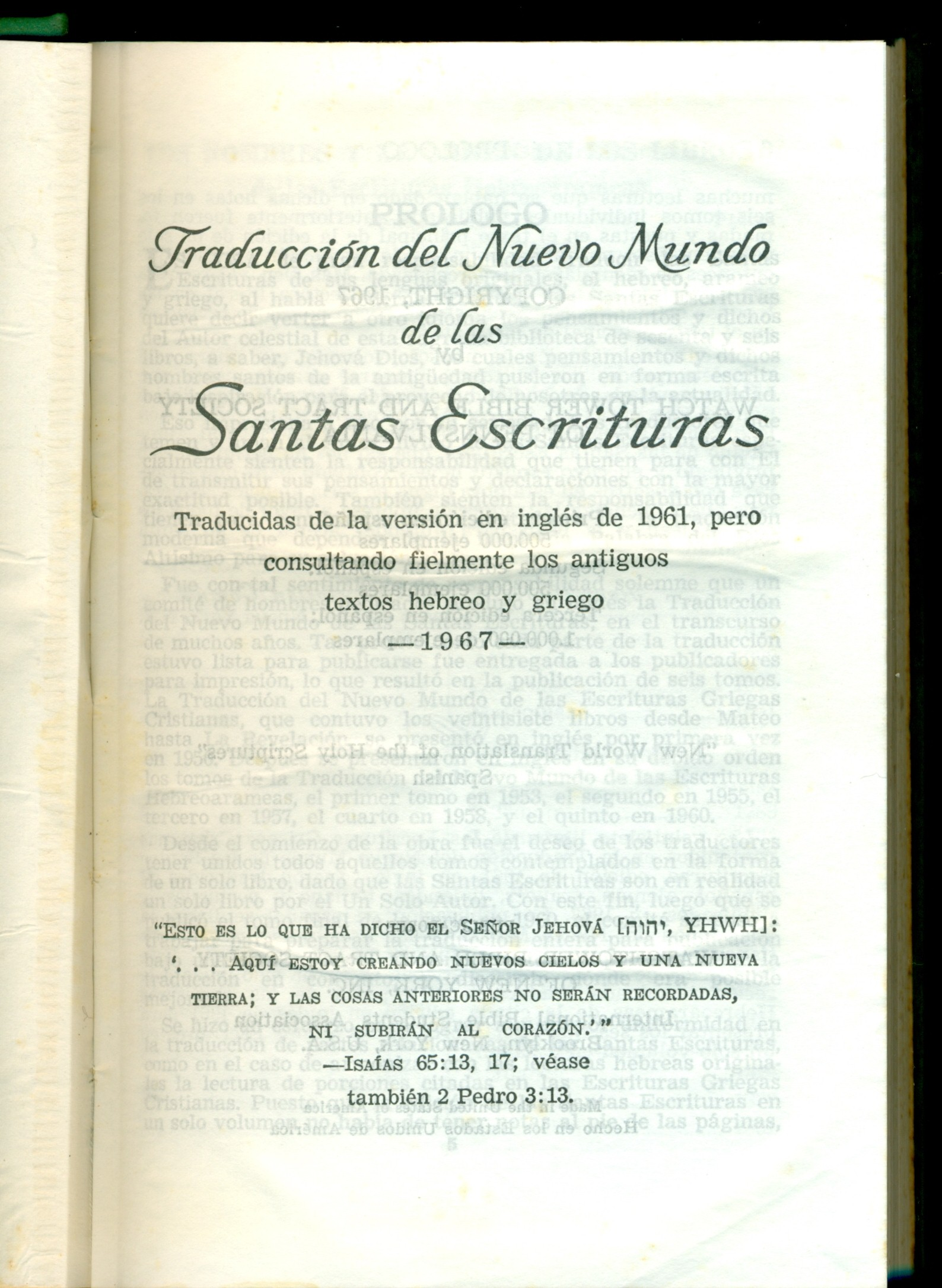
Pismo Święte w Przekładzie Nowego Świata (wyd. hiszpańskojęzyczne z 1967 roku)

W roku 1962 działalność kaznodziejską w Meksyku prowadziło ponad 27 tysięcy głosicieli. W tym samym roku obok budynku Biura Oddziału wzniesiono czteropiętrową dobudówkę. Wykorzystywano ją między innymi jako małą drukarnię, w której drukowano hiszpańskojęzyczną wersję „Informatora” (późniejsza Nasza Służba Królestwa). Wprowadzono również Kurs Służby Królestwa, przeznaczony dla sług zastępów oraz pionierów specjalnych. W latach 1947–1951 nadzorcą meksykańskiego oddziału był Pablo Pérez, następnie Rodolfo Lozano (1951–1955), George Papadem (1955–1957), Samuel Friend (1957–1965) i William Simpkins od roku 1965 do roku 1976. Gdy wprowadzono Komitety Oddziału, Simpkins został koordynatorem meksykańskiego Komitetu Oddziału do roku 1982, a członkiem komitetu był do roku 1986. W roku 1982 koordynatorem Komitetu Oddziału w Meksyku został Robert Tracy, który wcześniej usługiwał w Kolumbii.
Chociaż w latach 60. działalność wychowawcza Świadków Jehowy była już dobrze znana, a rządy Meksyku już od dziesiątek lat walczyły z nietolerancją religijną, to jednak w okresie tym w niektórych regionach kraju doszło do aktów przemocy skierowanej przeciw Świadkom Jehowy z powodu fanatyzmu religijnego. Na przykład w mieście Los Reyes de la Paz na 4 i 5 sierpnia 1963 roku zaplanowano zgromadzenie obwodowe. Po rozpoczęciu zgromadzenia miejscowy ksiądz, Jesús Meza, postanowił zagłuszyć program poprzez gniewne przemówienia i zniewagi puszczane przeciw Świadkom Jehowy przez głośniki zawieszone na zewnętrznych ścianach kościoła. W efekcie setki na ogół spokojnych ludzi zostało sprowokowanych do użycia przemocy. Motłoch uzbrojony w kije, pałki i kamienie zaatakował zgromadzonych głosicieli. 30 osób odniosło obrażenia i zburzono dwa domy należące do Świadków Jehowy. Interweniowała policja, jednak motłoch został rozpędzony przez wojsko dopiero 5 sierpnia, a sam ksiądz ewakuował się z miasta. Większość ludzi po czasie wstydziła się swojego postępowania. W czasie zamieszek w mieście działały dwa zastępy, a w roku 1994 było ich 50.
W sierpniu 1964 roku doszło do prześladowań grupy pionierów specjalnych w mieście Sahuayo w stanie Michoacán. Brali w nich udział mieszkańcy tego miasta oraz sąsiedniego Jiquilpán. Kilkukrotnie pionierzy musieli stawiać czoło tłumowi liczącemu od 200 do 300 osób. 13 sierpnia dom jednego z pionierów otoczyła grupa około 5000 osób, które przyniosły ze sobą benzynę, zamierzając spalić dom razem z przebywającymi w środku 7 osobami. Interweniowała policja, lecz dopiero wojsko opanowało sytuację. Po tych wydarzeniach działalność kaznodziejską w okolicy prowadzono ostrożniej. Pierwszy zbór Świadków Jehowy w Jiquilpán powstał w roku 1974, a w Sahuayo w roku 1990. W 1984 roku do Guadalajary przybyło czterech współwyznawców ze Stanów Zjednoczonych i prowadziło działalność kaznodziejską od domu do domu. Zniknęli bez śladu. Przyczyną zaginięcia był fanatyzm religijny okolicznej ludności.
W 1968 roku w prowadzonej działalności zaczęto posługiwać się książką „Prawda, która prowadzi do życia wiecznego”. W następnej dekadzie szybko rosła liczba studiów biblijnych prowadzonych z osobami zainteresowanymi – z 43 961 w roku 1970 do 90 508 w roku 1980. W 1972 roku wprowadzono nowy sposób zarządzania zastępami – w miejsce sługi zastępu wprowadzono grono starszych. Ze względu jednak na ciągły szybki wzrost w szeregach Świadków Jehowy i zwiększającą się liczbę zastępów często w zastępach usługiwał jeden starszy. W 1976 roku w związku ze zbyt dużymi oczekiwaniami wobec roku 1975 pojedyncze osoby w zastępach odłączyły się, a niektóre zostały odstępcami. Jednak zdecydowana większość głosicieli w dalszym ciągu gorliwie prowadziła działalność kaznodziejską.

### Nowe Biuro Oddziału
Od czasu gdy na potrzeby Biura Oddziału zakupiono dom przy ulicy Melchor Ocampo 71, szeregi Świadków Jehowy znacząco wzrosły. W roku 1946 w stolicy kraju działały 4 zastępy Świadków Jehowy. Do roku 1961 ich liczba wzrosła do 70, a na początku roku 1994 liczba zborów w stolicy i na jej przedmieściach wzrosła do 1514. Dlatego w roku 1973 stowarzyszenie La Torre del Vigía de México zakupiło grunt w miejscowości El Tejocote, w pobliżu stolicy. Na tej działce zbudowano przestronny Dom Betel, w którym mogło zamieszkać ponad 100 osób. Nowe obiekty zostały oddane do użytku w kwietniu 1974 roku. Stały rozwój spowodował konieczność rozbudowy, dlatego w latach 1985 i 1989 oddano do użytku kolejne obiekty Biura Oddziału.
Do roku 1983 czasopisma używane przez Świadków Jehowy sprowadzano z zagranicy. Ponieważ z czasem stawało się to coraz trudniejsze, w tym właśnie roku miejscowej firmie drukarskiej zlecono druk czasopism „La Atalaya” i „¡Despertad!” („Strażnica” i „Przebudźcie się!”). Próbowano na podobnej zasadzie zlecić druk książek, jednak ich jakość, cena oraz opóźnienia w produkcji sprawiały problemy organizacyjne. Dlatego postanowiono założyć oddzielne stowarzyszenie, które miało się zajmować działalnością wydawniczą. W tym celu zakupiono i wyremontowano fabrykę położoną w odległości 15 minut drogi od Biura Oddziału. Biuro Główne przekazało na ten cel dwie maszyny rotacyjne typu MAN, jednakże w czasie podróży w wyniku sztormu zostały one niemal kompletnie uszkodzone. Po długiej naprawie uruchomiono najpierw jedną prasę, a później również drugą. Czasopismo „La Atalaya” zaczęto samodzielnie drukować od wydania z 1 października 1984 roku, a „¡Despertad!” od 22 maja 1985 roku.
W roku 1987 postanowiono drukarnię wyposażyć w nowe prasy offsetowe firmy Hantscho, które umożliwiały druk techniką czterobarwną. W tym celu potrzebna była rozbudowa budynku drukarni. We wrześniu 1988 roku pierwszą publikacją biblijną wydaną przez Świadków Jehowy w Meksyku tą techniką była broszura Oto wszystko nowe czynię. Od tej pory w meksykańskim Biurze Oddziału zaczęto drukować wszystkie książki i czasopisma na potrzeby Meksyku i wielu krajów Ameryki Środkowej. Biuro Oddziału w Meksyku jest jednym z 15 oddziałów, w których drukuje się literaturę biblijną Świadków Jehowy. W roku 1994 do Komitetu Oddziału w Meksyku należeli: Robert Tracy, Roberto Gama, Carlos Cázares, Santos Estrada, Juan Angel Hernandez i Rodolfo Lozano.
Ponieważ z czasem obiekty Biura Oddziału okazały się za małe, zaszła potrzeba wybudowania kolejnych. Do budynków zbudowanych w latach 1974, 1985 i 1989 dołączono 14 kolejnych. Fundamenty nowych obiektów zajęły 80 tysięcy m². Ponieważ na parceli znajdowało się kiedyś jezioro, przez co grunt miał złą nośność, a w rejonie zdarzają się trzęsienia ziemi, w ziemię wbito 3261 pali na głębokość około 24 metrów. Prace projektowe i budowlane zajęły 12 lat, a uczestniczyło w nich 28,6 tysiąca ochotników z Meksyku i 734 z zagranicy. Uroczystość otwarcia miała miejsce 15 marca 2003 roku, a uczestniczyło w niej trzech członków Ciała Kierowniczego: Guy H. Pierce, Teodor Jaracz oraz Gerrit Lösch. Pierce i Jaracz wygłosili przemówienia tłumaczone z języka angielskiego na hiszpański, a Gerrit Lösch po hiszpańsku przedstawił wykład okolicznościowy „Oddawaj cześć Bogu prawdy!”. Po rozbudowie w Biurze Oddziału w Meksyku pracowało około 1200 osób. Z możliwości jego zwiedzania w samym tylko 2015 roku skorzystało około 150 000 osób.
Planuje się przeniesie obiektów Biura Oddziału w inne miejsce.

### Lata 80. i kolejne
Wielu młodych meksykańskich pionierów pragnęło usługiwać w innych krajach, gdzie było mniej Świadków Jehowy. Wcześniej jednak do takich krajów zaliczał się sam Meksyk, wobec czego pionierów nie zachęcano do wyjazdów za granicę i tylko niektórzy z nich ukończyli Biblijną Szkołę Strażnicy – Gilead. By jednak zapewnić im odpowiednie szkolenie, w latach 1980 i 1981 zorganizowano dwie klasy na specjalnych zajęciach meksykańskiej filii Szkoły Gilead, która przygotowała 72 młodych pionierów do działalności misyjnej w różnych krajach Ameryki Łacińskiej. Ponieważ udawali się do krajów, gdzie mieszkańcy posługują się tym sam językiem i panują podobne jak w Meksyku zwyczaje, mogli się szybko dostosować do miejscowych warunków. W 1981 roku w działalności kaznodziejskiej uczestniczyło 101 171 głosicieli.
W latach 80. urzędnicy odwiedzający miejsca zebrań Świadków Jehowy zaczęli sugerować, by miejsca spotkań oficjalnie zarejestrować jako miejsca zebrań religijnych, co jednak wiązało się z przekazaniem tych obiektów na własność państwa. Zdarzały się również trudności z wynajmowaniem obiektów na kongresy, gdyż władze utrzymywały prawo zakazujące organizowania zebrań religijnych w miejscach publicznych. W rezultacie w 1988 roku przeprowadzono kilka rozmów z przedstawicielami władz. Władze nie miały zastrzeżeń dotyczących działalności Świadków Jehowy, ponieważ jednak miejsca zebrań nie były wyraźnie oznaczone, uważano, że Świadkowie Jehowy prowadzą działalność konspiracyjną. Dodatkowo stosunek Świadków Jehowy do symboli narodowych wzbudzał nieufność władz. Spotkania te pozwoliły na wyjaśnienie tych kwestii i chociaż nie rozwiązano kwestii dużych zgromadzeń, Komitet Oddziału uznał, że chociaż sale przejdą na własność rządu, korzystniej będzie ponownie funkcjonować jako związek religijny, a nie jako stowarzyszenie świeckie.
Za zgodą Ciała Kierowniczego w 1989 roku do wszystkich zastępów skierowano list, w którym powiadomiono, że od 1 kwietnia 1989 roku Świadkowie Jehowy w Meksyku będą ponownie działać jako związek wyznaniowy. Zmiana ta spowodowała, że w działalności kaznodziejskiej ponownie zaczęto posługiwać się Biblią, a na zebraniach zaczęto się głośno modlić. Z czasem wprowadzono też na zebraniach pieśni religijne. Zaprzestano też używać nazwy „zastępy”, wprowadzając jak w innych krajach świata nazwę „zbory”, a „Sale Studiów Kulturalno-Oświatowych” stały się Salami Królestwa.
Zmiana statusu Świadków Jehowy w Meksyku pozwoliła na podjęcie kampanii prawnej w obronie dzieci Świadków Jehowy wydalanych ze szkół ze względu na niepozdrawianie symboli narodowych. Stanowisko Świadków Jehowy w tej kwestii przedstawiano nauczycielom i dyrektorom szkół. Mimo tego dzieci często usuwano ze szkół, a rodzice szukali dla nich szkoły, w której nauczyciele byliby bardziej tolerancyjni. W roku 1989 kilkukrotnie wystąpiono do władz federalnych ze stanowczymi apelami o zapewnienie dzieciom zagwarantowanego w konstytucji prawa do nauki. W przypadkach wydalania ze szkół zaczęto też wstępować na drogę prawną. Do roku 1994 wniesiono ponad 100 takich spraw, w których najczęściej rozstrzygano na korzyść Świadków Jehowy. W razie potrzeby wnoszono apelacje do Magistrados de los Colegiados de Curcuito (sądów wyżej instancji). W rezultacie wydane przez nie orzeczenia ustanowiły precedens prawny dla sądów niższych instancji. Przeprowadzono również kampanię informacyjną dla dyrektorów szkół, wyjaśniając, że dzieci Świadków Jehowy, choć nie pozdrawiają symboli narodowych, odnoszą się do nich z pełnym szacunkiem.
Ponieważ meksykańscy lekarze przywykli do jednoosobowego decydowania o sposobie leczenia pacjentów oraz nie uwzględniali kwestii odmowy transfuzji krwi, w dniach od 25 do 27 stycznia 1991 roku Świadkowie Jehowy zorganizowali dla nich seminarium medyczne w stolicy. Wkrótce w Biurze Oddziału urządzono Dział Informacji o Szpitalach, a w całym kraju utworzono Komitety Łączności ze Szpitalami. W kwietniu 1991 roku zaproszono Świadków Jehowy na pierwszy latynoamerykański kongres poświęcony medycynie przetoczeniowej i bankom krwi, który odbył się w Acapulco w stanie Guerrero. Uczestniczyli w nim przedstawiciele 12 państw Ameryki Południowej i Środkowej. W trakcie kongresu przedstawiono stanowisko Świadków Jehowy w tej sprawie, co przyczyniło się do postępującej z czasem zmiany stanowiska środowiska lekarskiego wobec leczenia Świadków Jehowy.
W listopadzie 1991 roku wprowadzono w Meksyku zajęcia Kursu Usługiwania (późniejsza nazwa: Kurs Biblijny dla Braci). Szkolenie to przygotowane przez Komitet Nauczania Ciała Kierowniczego do 1994 roku ukończyło 12 klas. Było ono przeznaczone dla starszych i sług pomocniczych, którzy usługiwali w meksykańskich zborach. W tym czasie w zborach usługiwało również 671 pionierów specjalnych przydzielonych głównie do małych zborów i odludnych miejscowości. Podjęto też przedsięwzięcia budowlane – wznoszenie nowych Sal Królestwa i Sal Zgromadzeń. W listopadzie 1992 roku członek Ciała Kierowniczego Albert D. Schroeder uroczyście oddał do użytku Salę Zgromadzeń w Reynosa w stanie Tamaulipas na 3600 miejsc. W stolicy do 1993 roku funkcjonowały dwie Sale Zgromadzeń na 1000 osób. 9 maja 1993 John E. Barr otworzył salę przeznaczoną na 3000 miejsc.

### Zmiana statusu związku wyznaniowego

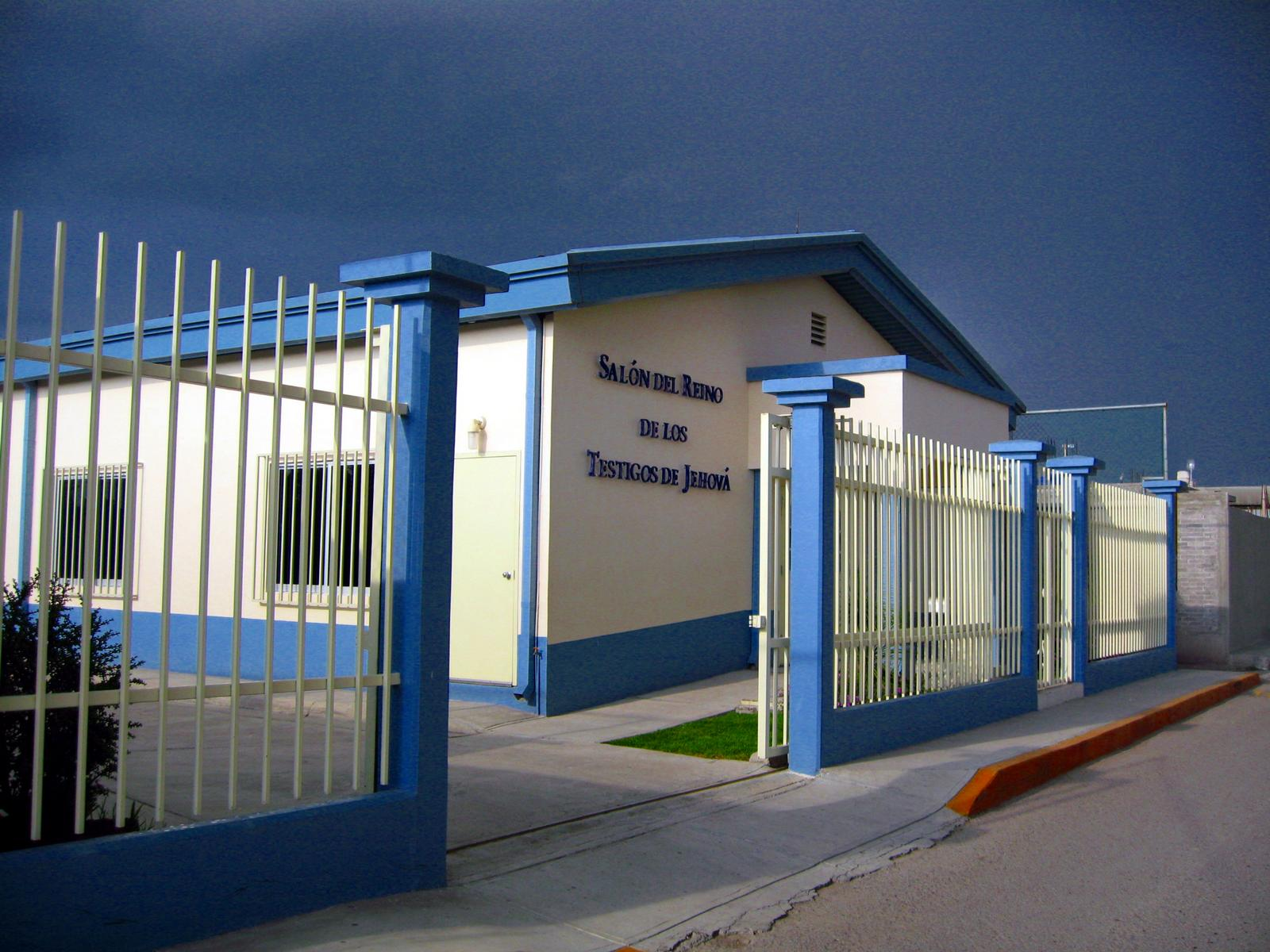
Jedna z Sal Królestwa w Meksyku (San Miguel Tocuila)

W grudniu 1988 po objęciu urzędu prezydenta przez Carlosa Salinasa de Gortari postanowiono zmienić politykę wobec wyznań religijnych. Obowiązujący od roku 1865 ścisły rozdział stosunków Kościoła od państwa powodował ograniczenia nałożone przez rządy na wszystkie religie. Do roku 1992 istnienie różnych religii w Meksyku było akceptowane, choć nie posiadały one w pełni uregulowanego statusu prawnego. W styczniu 1992 roku kongres meksykański wniósł kilka poprawek do postanowień konstytucji dotyczących związków wyznaniowych. W lipcu 1992 wprowadzono przepisy wykonawcze w postaci „Prawa o stowarzyszeniach religijnych i kulcie publicznym”. Na tej podstawie 7 maja 1993 roku kancelaria rządu oficjalnie uznała La Torre del Vigía (Strażnicę) oraz Los Testigos de Jehová en México (Świadków Jehowy w Meksyku) za organizacje religijne. Zmiana ta pozwoliła odtąd na zakup gruntu oraz stawanie się właścicielami obiektów religijnych. Pozwoliła również na organizowanie zebrań religijnych poza obrębem świątyń, co ułatwiło formalności związane z wynajmowaniem dużych obiektów na zgromadzenia religijne.
Wkrótce po tej zmianie, w roku 1994 działalność kaznodziejską prowadziło 404 593 głosicieli. W tym czasie na terenie kraju usługiwało 34 nadzorców okręgu oraz 446 nadzorców obwodu. W Meksyku działało ogółem 9810 zborów, w których przeciętnie usługiwało 2 starszych i 3 sług pomocniczych.
Od 1 stycznia 2001 roku meksykańskie Biuro Oddziału przejęło nadzór nad działalnością Świadków Jehowy w Belize. Pozwoliło to na nadzór budowy Sal Królestwa w Belize. Od 2010 roku meksykańskie Biuro Oddziału nadzoruje prace budowlane Sal Królestwa w całym regionie Ameryki Centralnej. W 2012 roku w Meksyku utworzono Środkowoamerykańskie Biuro Oddziału (obecnie Biuro Oddziału Ameryka Centralna), które oprócz Meksyku nadzoruje działalność Świadków Jehowy również w Belize, w Gwatemali, w Hondurasie, w Kostaryce, w Nikaragui, w Panamie i w Salwadorze. W miejscowym Biurze Oddziału działa również Regionalny Zespół Wideo.
W roku 2011 liczba Świadków Jehowy w Meksyku wzrosła do 739 954 głosicieli. Przeszło 2900 z nich przeprowadziło się w regiony kraju, gdzie jest ich niewielu. W 2013 roku liczba głosicieli w kraju przekroczyła 800 tysięcy.
Wiosną 2014 roku Świadkowie Jehowy uczestniczyli w pierwszych targach książki Expo Publica, a jesienią w targach wydawniczych w Guadalajarze. W roku 2015 Świadkowie Jehowy otrzymali od władz stanu Kalifornia Dolna dyplom uznania dla prowadzonej przez nich biblijnej działalności edukacyjnej w więzieniach stanowych. Działalność jest również prowadzona wśród grup tubylczych i etnicznych. Na terenach zamieszkanych przez mniejszą ilość głosicieli, prowadzone są specjalne kampanie kaznodziejskie.
4 grudnia 2017 roku w górskim miasteczku Tuxpan de Bolaños tłum zaatakował 12 Świadków Jehowy z plemienia Huichol oraz 36 innych osób uczestniczących w ich zebraniach religijnych. Zostali oni następnie wypędzeni ze swoich domów, ponieważ nie chcieli uczestniczyć w tradycyjnych obrzędach religijnych plemienia Huichol. Ich domy zostały splądrowane i zdewastowane, a wypędzone osoby zostały zastraszone przed powrotem do domów. W sprawie tych przestępstw podjęto śledztwo po zgłoszeniu, a prawnicy reprezentujący Świadków Jehowy spotkali się z gubernatorem stanu Jalisco, rzecznikiem praw człowieka, prokuratorem generalnym oraz szefem urzędu do spraw ofiar przemocy. 8 lipca 2020 roku Sąd Najwyższy Meksyku jednomyślnie orzekł na korzyść Świadków Jehowy i nakazał umożliwienie wszystkim wygnanym powrotu do swoich domów. W 2020 roku osiągnięto liczbę 874 144 głosicieli.
Zebrania zborowe odbywają się w ponad 70 językach.

#### Kursy nauki czytania i pisania
Nacisk na walkę z odziedziczonym po przodkach Meksykanów analfabetyzm po raz pierwszy położył Nathan H. Knorr w lutym 1943 roku. Wówczas w trakcie swojej pierwszej wizyty w Meksyku spotkał się on z głosicielami z całego kraju. Dlatego zgodnie ze statutem „La Torre del Vigía de México” 17 maja 1946 roku zgłoszono u władz ośrodek nauki czytania i pisania w stolicy. Kursy nauki czytania i pisania wprowadzono w 1946 roku. Lekcje czytania i pisania przeprowadzał José Maldonado. Władze zainteresowane walką z analfabetyzmem dostarczyły podręczników, z których początkowo korzystano. Później wprowadzono własny podręcznik – broszurę „Nauka czytania i pisania” opracowaną przez Towarzystwo Strażnica i wydaną między innymi po hiszpańsku. W uznaniu tej działalności 21 stycznia 1966 roku Dyrektor Generalny władz oświatowych skierował do Świadków Jehowy list z podziękowaniami.
Do roku 1966 na zajęciach prowadzonych na zebraniach nauczono czytać i pisać 33 842 osoby, w roku 1993 liczba ta wzrosła do 127 766, a w roku 2014 przekroczyła 152 000. Ponadto do 1993 roku 37 201 osób skorzystało z pomocy w udoskonaleniu umiejętności czytania i pisania. W roku 2013 kursy nauki czytania i pisania, oprócz języka hiszpańskiego, przeprowadzano także dla członków ośmiu tubylczych grup językowych. Biuro Oddziału Ameryka Centralna w Meksyku nadzoruje naukę czytania i pisania w przeszło 30 językach. W roku 2010 minister edukacji wyraził uznanie dla tej działalności i jej pozytywnego wpływu na obywateli Meksyku.

#### Pomoc humanitarna
W roku 1984 zorganizowano pomoc humanitarną dla poszkodowanych przez pożary na przedmieściach Meksyku, a w 1988 roku przez huragan Gilbert. W roku 1995 zorganizowano pomoc humanitarną dla poszkodowanych przez huragany i trzęsienia ziemi, w roku 1997 przez huragan Paulina, w następnym roku przez powódź, w roku 2002 przez huragan Isidore, a we wrześniu 2013 roku poszkodowanym przez huragan Ingrid i tropikalny sztorm Manuel. We wrześniu 2014 roku zorganizowano pomoc humanitarną dla 125 rodzin Świadków Jehowy, które w wyniku huraganu Odile straciły dach nad głową, a we wrześniu 2017 roku dla poszkodowanych przez cyklon Lidia, huragan Max oraz trzęsienie ziemi. Prace objęły odbudowę domów i Sal Królestwa. W lipcu 2020 roku zorganizowano pomoc humanitarną dla poszkodowanych przez huragan Hanna, w listopadzie 2020 roku przez huragany Eta oraz Iota, we wrześniu 2021 roku przez trzęsienie ziemi i powódź, a w październiku 2023 roku przez huragan Otis.
W 2022 roku zorganizowano Komitet Pomocy Uchodźcom z Europy Wschodniej, składający się z 225 wolontariuszy w Tijuanie, którzy organizują zakwaterowanie, transfery, posiłki, opiekę medyczną, potrzeby religijne dla przybywających Świadków Jehowy, głównie z Ukrainy i z Rosji.

#### Niektóre ważniejsze kongresy
W roku 1919 w Meksyku odbyło się pierwsze, czterodniowe zgromadzenie. We wrześniu 1942 roku w stolicy zorganizowano kongres pod hasłem „Nowy świat”, w którym uczestniczyło 1600 osób. Od 13 do 15 kwietnia 1945 roku odbyło się ogólnokrajowe zgromadzenie, w którym uczestniczyli Nathan H. Knorr oraz Frederick W. Franz. W 1966 roku w stolicy odbył się kongres międzynarodowy pod hasłem „Synowie Boży – synami wolności” z udziałem 36 556 osób, na którym 1082 osoby zostały ochrzczone. W dniach od 24 do 28 grudnia 1969 roku na Mexico Arena w stolicy odbył się kongres międzynarodowy pod hasłem „Pokój na ziemi”. Liczba obecnych wyniosła 89 239 osób, a 2757 zostało ochrzczonych. Przedstawiciele Biura Głównego Świadków Jehowy uczestniczyli również w kongresach, które odbyły się w Juárez, Ciudad Obregón, Guadalajarze, Monterrey, Tampico, Tuxtla Gutiérrez, Veracruz i Acapulco. W dniach od 31 października do 4 listopada 1973 roku na Arena Mexico odbył się kongres pod hasłem „Boskie zwycięstwo”. W roku 1978 w kongresach pod hasłem „Zwycięska wiara” wzięło udział 239 101 osób.
W 1993 roku w 74 miastach odbyło się 161 kongresów pod hasłem „Pouczani przez Boga” z udziałem 830 040 osób, a 15 662 zostały na nich ochrzczone. W dniach 1–3 lipca 1999 roku po raz pierwszy odbyło się zgromadzenie okręgowe pod hasłem „Prorocze słowo Boże” na Stadionie Azteków. Przybyło 109 000 osób, a 1727 zostało ochrzczonych. Było to największe zgromadzenie w Meksyku. W roku 2003 w Meksyku i Monterrey odbył się kongres międzynarodowy pod hasłem „Oddajcie chwałę Bogu”. W grudniu 2009 roku w stolicy odbył się następny kongres międzynarodowy, pod hasłem „Czuwajcie!”. Na przełomie października i listopada 2014 roku w stolicy odbył się kongres międzynarodowy pod hasłem „Szukajmy najpierw Królestwa Bożego!”.
Od 7 do 9 czerwca 2019 roku w Monterey odbył się kongres międzynarodowy pod hasłem „Miłość nigdy nie zawodzi!”. Uczestniczyło w nim 39 099 osób, a także 4682 delegatów z 12 krajów. Punkty programu były transmitowane do 38 miejsc kongresowych w 6 krajach w Gwatemali, Hondurasie, Kostaryce, Meksyku, Nikaragui i Panamie.
Kongresy odbywają się w 33 językach.

#### Tłumaczenie i wydawanie literatury biblijnej
Od roku 2000 powstały zbory dla głosicieli posługujących się językiem nahuatl. Zorganizowano również zespół tłumaczy, zajmujący się przekładem literatury biblijnej na ten język. W 2002 roku ukazała się pierwsza publikacja Świadków Jehowy w języku tsotsil. Od 2005 roku wydawane są publikacje w języku maja. W roku 2012 tamtejsza drukarnia siódmy raz z rzędu otrzymała certyfikat Clean Enterprise za ochronę środowiska.
26 grudnia 2014 roku w trakcie kongresu regionalnego pod hasłem „Szukajmy najpierw Królestwa Bożego!” ogłoszono wydanie Chrześcijańskich Pism Greckich w Przekładzie Nowego Świata, a także sześciu innych publikacji w tym języku. W 2015 roku w serwisie internetowym Świadków Jehowy jw.org znajdowało się ponad 60 publikacji w języku tsotsil. 
W 2015 roku w meksykańskim języku migowym dostępnych było 46 publikacji biblijnych na płytach DVD.
W roku 2017 w Biurze Oddziału w Meksyku oraz w nadzorowanych przez Oddział Biurach Tłumaczeń tłumaczono publikacje Świadków Jehowy na 70 języków używanych od Meksyku po Panamę, a drukowano w ponad 60 językach. Rocznie wysyłano przeszło 6000 ton literatury biblijnej w przeszło 150 językach do kilkunastu krajów.
W 2020 roku oddano do użytku nowe Biuro Tłumaczeń na język tojolabal. 
27 września 2019 roku w trakcie kongresu regionalnego pod hasłem „Miłość nigdy nie zawodzi!” w San Blas Atempa (stan Oaxaca) ogłoszono wydanie Chrześcijańskich Pism Greckich w Przekładzie Nowego Świata w języku zapotek (przesmyk). Na kolejnym kongresie regionalnym, który odbył się 25 października 2019 roku w Sali Zgromadzeń w Meridzie, którego program był transmitowany do hali Poliforum Zamná w tym mieście, ogłoszono wydanie Pisma Świętego w Przekładzie Nowego Świata w języku maja, używanym przez Indian Majów (Chrześcijańskie Pisma Greckie w tym języku zostały wydane w 2013 roku). W tym samym dniu na kongresie regionalnym w Chiapas ogłoszono wydanie Pisma Świętego w Przekładzie Nowego Świata w języku tzotzil, używanym przez Indian Tzotzil.
28 czerwca 2020 roku Jesse Pérez, członek Komitetu Oddziału Ameryka Centralna, ogłosił w nagranym wcześniej przemówieniu wydanie Chrześcijańskich Pism Greckich w Przekładzie Nowego Świata w języku totonac. W związku z pandemią COVID-19 zorganizowano specjalne zebrania w trybie wideokonferencji, w którym uczestniczyło ponad 2200 osób z 50 zborów posługujących się tym językiem.
W 2021 po raz pierwszy zorganizowano w całości Kurs Służby Pionierskiej w języku tzotzil (w formie wideokonferencji).
28 czerwca 2021 roku Robert Batko, członek Komitetu Oddziału Ameryka Centralna, w nagranym wcześniej przemówieniu ogłosił wydanie Chrześcijańskich Pism Greckich w Przekładzie Nowego Świata w języku chol. W związku z pandemią COVID-19 zorganizowano specjalne zebrania w trybie wideokonferencji, w którym uczestniczyło około 800 osób. Ponad 500 głosicieli należy do 22 zborów i 2 grup posługujących się tym językiem.
18 lipca 2021 roku Arturo Manzanares, członek Komitetu Oddziału Ameryka Centralna, w nagranym wcześniej przemówieniu ogłosił wydanie Chrześcijańskich Pism Greckich w Przekładzie Nowego Świata w języku tojolabal. W związku z pandemią COVID-19 zorganizowano specjalne zebrania w trybie wideokonferencji, w których uczestniczyło około 2800 osób. Około 1300 głosicieli należy do 28 zborów posługujących się tym językiem. Nowe Biuro Tłumaczeń języka tojolabal znajduje się w Las Margaritas w stanie Chiapas.
8 sierpnia 2021 roku José Nieto, członek Komitetu Oddziału Ameryka Centralna, w nagranym wcześniej przemówieniu ogłosił wydanie Chrześcijańskich Pism Greckich w Przekładzie Nowego Świata w języku mistec (Guerrero). W związku z pandemią COVID-19 zorganizowano specjalne zebrania w trybie wideokonferencji, w których uczestniczyło 785 osób posługujących się tym językiem. 594 głosicieli działa w 14 zborach, 3 grupach i 1 grupie pilotażowej tego języka, z czego 148 głosicieli w 3 zborach w Stanach Zjednoczonych.
28 lutego 2022 roku Carlos Cázare, członek Komitetu Oddziału Ameryka Centralna, w nagranym wcześniej przemówieniu ogłosił wydanie Chrześcijańskich Pism Greckich w Przekładzie Nowego Świata w języku tlapanec. W związku z pandemią COVID-19 zorganizowano specjalne zebrania w trybie wideokonferencji, w których uczestniczyło 820 osób. Językiem tym posługuje się 467 głosicieli należących do 19 zborów. Biuro Tłumaczeń na język tlapanec znajduje się w Tlapa w stanie Guerrero.
5 czerwca 2022 roku Edward Bunn z Komitetu Oddziału Ameryka Centralna ogłosił wydanie Chrześcijańskich Pism Greckich w Przekładzie Nowego Świata (Nowego Testamentu) w języku nahuatl (północna Puebla). Język ten ma około 148 000 użytkowników. Z nagranego wcześniej programu skorzystało ponad 1500 osób. Językiem tym posługuje się 817 głosicieli, należących do 26 zborów, 2 grup oraz 1 grupy pilotażowej. Pierwsze zbory tego języka powstały w roku 2002.
26 czerwca 2022 roku Armando Ochoa z Komitetu Oddziału Ameryka Centralna ogłosił wydanie Chrześcijańskich Pism Greckich w Przekładzie Nowego Świata (Nowego Testamentu) w języku tzeltal. Język ten ma około pół miliona użytkowników. Z nagranego programu skorzystało około 1400 osób. Językiem tym posługuje się 1373 głosicieli należących do 41 zborów, 1 grupy, 2 grup pilotażowych i 2 grup na oddaleniu.
1 stycznia 2023 roku Armando Ochoa z Komitetu Oddziału Ameryka Centralna ogłosił wydanie Pisma Świętego w Przekładzie Nowego Świata w meksykańskim języku migowym. To pierwsze wydanie całej Biblii w tym języku. Językiem tym posługuje się 7988 głosicieli w 240 zborach, 81 grupach i 11 grupach pilotażowych. Program specjalnego spotkania był transmitowany na żywo z Sali Zgromadzeń El Tejocote (gdzie zgromadziło się 2317 osób) do innych Sal Zgromadzeń i do Sal Królestwa.
9 czerwca 2023 roku podczas kongresu regionalnego pod hasłem „Okazujcie cierpliwość!”, Sean Scribner z Komitetu Oddziału Ameryka Centralna ogłosił wydanie Chrześcijańskich Pism Greckich w Przekładzie Nowego Świata w języku nahuatl (centralny). Językiem tym posługuje się 1699 głosicieli należących do 57 zborów i 6 grup. W tym samym dniu Curtis Mills z Komitetu Oddziału Ameryka Centralna ogłosił wydanie Chrześcijańskich Pism Greckich w Przekładzie Nowego Świata w języku taraskańskim. Językiem tym posługuje się 613 głosicieli należących do 17 zborów, 5 grup, 3 grup na oddaleniu oraz 2 grup pilotażowych. 7 lipca 2023 roku podczas kongresu regionalnego pod hasłem „Okazujcie cierpliwość!” w Hidalgo, Juan Angel Hernandez, członek Komitetu Oddziału Ameryka Centralna, ogłosił wydanie pierwszych czterech Ewangelii w Przekładzie Nowego Świata w języku nahuatl (Huasteca). Językiem tym posługuje się około 2400 głosicieli w 87 zborach i 2 grupach na oddaleniu.
20 września 2024 roku podczas kongresu regionalnego pod hasłem „Głośmy dobrą nowinę!” w Chilpancingo w stanie Guerrero, Lázaro González z Komitetu Oddziału Ameryka Centralna ogłosił wydanie Biblii — Ewangelii według Mateusza, Marka, Łukasza i Jana w języku nahuatl (Guerrero). Uczestniczyło w nim 769 osób. Oprócz tego z programu w trybie wideokonferencji skorzystały 742 osoby obecne na kongresie regionalnym w Tlapa de Comonfort. W 2024 roku w Meksyku działało 1216 głosicieli należących do 37 zborów i 2 grupy tego języka. Pierwszy zbór posługujący się tym językiem powstał w 1987 roku.
Między styczniem a lipcem 2022 roku w Meksyku otwarto pięć nowych Biur Tłumaczeń. Tym samym liczba Biur Tłumaczeń na terenie Oddziału Ameryka Centralna zwiększyła się do 25. W nadchodzących miesiącach zostanie otwartych 8 kolejnych, a planuje się jeszcze 34.